# Phoradendron tucumanense
Phoradendron tucumanense är en sandelträdsväxtart som beskrevs av Ignatz Urban. Phoradendron tucumanense ingår i släktet Phoradendron och familjen sandelträdsväxter. Inga underarter finns listade i Catalogue of Life.